# Liste der Baudenkmäler in Büsdorf
Die Liste der Baudenkmäler in Büsdorf enthält die denkmalgeschützten Bauwerke auf dem Gebiet von Bergheim-Büsdorf in Nordrhein-Westfalen (Stand: April 2010). Diese Baudenkmäler sind in der Denkmalliste der Stadt Bergheim eingetragen; Grundlage für die Aufnahme ist das Denkmalschutzgesetz Nordrhein-Westfalen (DSchG NRW).

| Bild               | Bezeichnung                             | Lage                                   | Beschreibung | Bauzeit              | Denkmal- nummer | Eintragung Aktenzeichen |
| ------------------ | --------------------------------------- | -------------------------------------- | --- | -------------------- | --------------- | ----------------------- |
| Denkmal            | Denkmal                                 | Am Ehrenmal/Ecke Laurentiusstraße Lage | Denkmal für die Gefallenen des Ersten und Zweiten Weltkrieges; in einem, von einer aus Platten bestehenden Mauer umfriedeten, rechteckigen Areal auf Podest vollplastische Figur eines Kriegers, in der Umfriedungsmauer die Namen der Gefallenen des Ersten und Zweiten Weltkrieges. | Um 1930              | 158             | 18. Jan. 1994 AZ: 236   |
|                    |                                         | Apfelmarkt 2 Lage                      | völlig verputztes, 1-geschossiges Fachwerkhaus, giebelständig zur Straße liegend, mit auffällig steilem Satteldach und leicht nach vorne geneigtem Giebel; die Fenster hochrechteckig, einfach eingeschnitten, wahrscheinlich verändert; im Giebeldreieck kleines Fenster mit Holzgewände und Schlagläden erhalten, Eingang traufseitig. | 18. Jahrhundert      | 182             | 7. Nov. 1994 AZ: 248    |
|                    |                                         | Fliestedener Straße 1 Lage             | Kleines landw. Anwesen, Wohnhaus traufständig zur Straße an einer Straßenecke gelegen, 1-geschossig, eine Traufseite verputzt, eine Giebelseite mit vorgeblendeter, massiver Mauer, die 2. Giebelseite und die rückwärtige Traufseite Fachwerk; hochrechteckiger, traufseitiger Eingang, rechts neben dem Eingang liegendes, modernes Rechteckfenster, die übrigen hochrechteckigen Öffnungen mit gefalzten Blockzargen; am Fachwerkgiebel Überkragungen im Giebeldreieck, die massive Giebelwand mit stichbogigen, einfach eingeschnittenen Fenstern mit Werksteinsohlbänken und einer Reihe Zuganker.                                                                                              | Im Kern 1800         | 204             | 24. Juli 1995 AZ: 247   |
| Ehemaliger Fronhof | Ehemaliger Fronhof                      | Fliestedener Straße 8 Lage             | Großes, repräsentatives landw, Anwesen, unmittelbar neben der Kirche gelegen, Vierflügelanlage aus Backstein, Wohnhaus 2 ½-geschossig, Backstein mit werksteinplattenverkleidetem, abgesetztem Sockel | Um 1850              | 205             | 24. Juli 1995 AZ: 246   |
| Kapelle            | Kapelle                                 | Zum großen Ahr/Ecke Kapellenweg Lage   | Kleine, geostete Backsteinkapelle mit polygonalem Schluss und gerader Westseite mit rundbogigem Eingang, flankiert von 2 kleinen, rundbogigen Fenstern und einem darüber liegenden, heute zugesetzten Rundfenster | 1886                 | 149             | 29. Sep. 1993 AZ: 245   |
| weitere Bilder     | Mühlenhof/Büsdorfer Mühle               | Lage                                   | Das Baudenkmal umfasst das Wohnhaus, die um den rechteckigen Hof angeordneten Backsteinwirtschaftsgebäude mit Torbogen, die Windmühle von 1850 mit Mühlteich sowie das Hofkreuz von 1843. Der Mühlenhof ist ein großes landwirtschaftliches Anwesen auf einer kleinen Anhöhe gelegen mit einer zugehörigen Windmühle | 1850                 | 38              | 7. Juli 1989 AZ: 58     |
|                    |                                         | Windmühlenstraße 17 Lage               | Einfaches, unmittelbar links an die Kirchhofsbegrenzung anschließendes landwirtschaftliches Anwesen: Traufständiges, zweigeschossiges, vierachsiges, steinsichtig belassenes Backsteinwohnhaus mit Tonpfannen gedecktem Satteldach; links anschließend niedrigerer Wirtschaftstrakt mit korbbogiger Durchfahrt; stichbogige Fensteröffnungen mit Werksteinsohlbänken und im Jahre 2000 nach altem Vorbild erneuerten, zweiflügeligen Holzfenstern, im Erdgeschoss mit Oberlicht. Eingang leicht außermittig in der zweiten Achse. | Um 1890              | 168             | 21. Feb. 1994 AZ: 244   |
|                    |                                         | Windmühlenstraße 23 Lage               | Wohnhaus mit Wirtschaftstrakt (ehemalige Hofanlage); Vierkanthof mit beidseitiger Anschlussbebauung, Wohnhaus 2-geschossig, Backstein, traufständig zur Straße liegend. Fassade 5-achsig, abgesetzter Sockel, darin beidseitig des Einganges die Kellerfenster freiliegend; Gebäudemitte durch flankierende Lisenen betont, über die Traufe hinausgeführt in einem Zwerchhaus mit rundbogigen Zwillingsfenstern und darüber liegenden Okulus; der erdgeschossige Eingang mit originalem Türblatt und Oberlicht. | Ende 19. Jahrhundert | 159             | 18. Jan. 1994 AZ: 238   |
| Wohnhaus           | Wohnhaus                                | Windmühlenstraße 26 Lage               | Landwirtschaftliches Anwesen an einer Straßenecke gelegen; Wohnhaus 2-geschossig, verputzt, in Ecklage, 1-seitig Krüppelwalm, an der 2. Seite abgewalmtes Dach. Sockel abgesetzt mit Putzquaderung und freiliegenden Kellerfenstern, die EG-Fenster mit umlaufendem, profiliertem Kämpfergesims, hochrechteckig, mit Gebälkstücken und Segmentfeldern oberhalb der Stürze; Mitteleingang, weit eingezogen, in aufwendigem Putzrahmen, mit Wappenkartusche oberhalb des Sturzes, originales Türblatt, Oberlicht; auch die Fenster des Obergeschosses mit verbindendem, profiliertem Kämpfergesims, die Horizontalbetonung verstärkend; in den Segmentfeldern oberhalb der Stürze kleine Vasenreliefs. | 1901                 | 177             | 20. Juni 1994 AZ: 243   |
|                    |                                         | Windmühlenstraße 28 Lage               | 1-geschossiges, ländliches Wohnhaus auf langgestreckt rechteckigem Grundriss, Fachwerk, verputzt, mit abgesetztem Backsteinsockel, in dem links vom Eingang ein Kellerfenster frei liegt; seitlicher, hochrechteckiger Eingang in profiliertem Holzgewände, ihm seitlich zugeordnet ein direkt anschließendes, heute zugesetztes Fenster (Schaufenster mit Dreiecksgiebel als Verdachung), die übrigen Fensteröffnungen mit profilierten, gefalzten Holzgewänden; an der Rückseite Backsteinanbau unter abgeschlepptem Dach, unter dem abblätternden Putz Lehmflechtwerk sichtbar; Dach erneuert, einige Dachflächenfenster.                                                                         | Um 1800              | 210             | 7. Aug. 1995 AZ: 242    |
|                    |                                         | Windmühlenstraße 30 Lage               | landwirtschaftliches Anwesen mit beidseitiger Anschlussbebauung, Wohnhaus 2-geschossig, verputzt, in der Mitte des straßenseitigen Gevierts liegend; Fassade 5-achsig, hochrechteckiger Mitteleingang mit originalem Türblatt, beidseitig jeweils 2 rundbogige Fenster; das EG zusätzlich gegliedert durch Quaderrustizierung, die als Rahmen um die Fensteröffnungen hochgeführt wird; OG-Fenster hochrechteckig, Gebäudemitte betont durch Zwerchgiebel mit Mansarddach, darin ein hochrechteckiges Zwillingsfenster; beidseitig schließen symmetrisch 1-geschossige Wirtschaftsbauten an. | 1907                 | 165             | 1. Feb. 1994 AZ: 239    |
|                    |                                         | Windmühlenstraße 32 Lage               | Landwirtschaftliches Anwesen mit beidseitiger Anschlussbebauung, Wohnhaus 2-geschossig, Backstein, traufständig zur Straße liegend mit abgesetztem Sockel, darin über die gesamte Front die Kellerfenster freiliegend; Fassade 5-achsig, stichbogiger Mitteleingang, weit eingezogen, mit originalem Türblatt und Oberlicht, Fenster ebenfalls stichbogig mit schwach angedeuteten Backsteinsohlbänken, heute im Format verändert; Gebäudemitte betont durch Zwerchhaus mit Rundbogenfenster. | Ende 19. Jahrhundert | 209             | 7. Aug. 1995 AZ: 241    |
|                    |                                         | Windmühlenstraße 44 Lage               | Repräsentatives landw. Anwesen in Einzellage an einer Straßenecke, auf 5-eckigem Grundriss, Backstein; Wohnhaus 2-geschossig mit abgesetztem, verputztem und rustiziertem Sockel, darin an der gesamten Front die Kellerfenster freiliegend; Traufseite 5-achsig, die Fenster einfach eingeschnitten, stichbogig mit geschweiften Werksteinsohlbänken; breiter, stichbogiger Mitteleingang in profiliertem Werksteinrahmen, darüber liegendes, von Löwenköpfchen getragenes Gebälkstück, Traufzone mit Zahnschnitt; im Keilstein der korbbogigen Durchfahrt die inschriftliche Datierung 1869, dazu J B und W.                                                                                       | 1869                 | 208             | 7. Aug. 1995 AZ: 240    |
| weitere Bilder     | Katholische. Pfarrkirche St. Laurentius | Windmühlenstraße 19 Lage               | Kath. Pfarrkirche „St. Laurentius“ incl. einheitliche neugotische Ausstattung, romanischer Kruzifixus, einzelne um die Kirche befindliche Grabkreuze des 17. Und 18. Jahrhunderts und zentrale Kreuzigungsgruppe. Die einschiffige Backsteinkirche wurde 1894 in neugotischen Formen, nach den Plänen von Theodor Ross, errichtet. Die Kirche mitsamt ihrer Ausstattung und der umgebenden Kreuze ist bedeutend für Büsdorf und wichtiger Bestandteil im Schaffenswerk des Architekten Theodor Ross. Sie spiegelt mit ihrer geschlossen erhaltenen Ausstattung eine der wenigen komplett erhaltenen Sakralbauten im ländlichen Bereich aus der Zeit kurz vor der Jahrhundertwende wider.             | 1894                 | 12              | 24. Nov. 1986 AZ: 12    |
| weitere Bilder     | Wegekapelle                             | Windmühlenstraße/Bommerichshof Lage    | Die aus Ziegelmauerwerk bestehende Kapelle wurde im ausgehenden 19. Jahrhundert errichtet und ist für die Dorfstruktur von Büsdorf bedeutend. Sie erfüllt eine historische Funktion als Prozessions- und Andachtskapelle. | 19. Jahrhundert      | 59              | 3. Mai 1990 AZ: 116     |